# Santa Clara (Nuovo Messico)
Santa Clara è un villaggio (village) della contea di Grant, Nuovo Messico, negli Stati Uniti. La popolazione era di 1 710 al censimento del 2020. Si tratta di una comunità dormitorio per la vicina Silver City.

## Geografia fisica
Secondo l'Ufficio del censimento degli Stati Uniti, ha una superficie totale di 1,29 mi² (3,34 km²).

## Storia
Santa Clara è stata a lungo conosciuta come "Central". Il suo ufficio postale è stato istituito con quel nome l'8 gennaio 1887 ed è stato cambiato in "Santa Clara" nel 1996.

## Società

### Evoluzione demografica
Secondo il censimento del 2020, la popolazione era di 1 710 abitanti.